# Массіміліано Стампа
Массіміліано Стампа( італ. Massimiliano Stampa) — дитячий портрет, котрий створила 1557 року італійська жінка-художниця Софонісба Ангіссола ( 1530—1625 ).

## Опис твору
Жінка-художниця Софонісба Ангіссола обслуговувала італійських та іспанських аристократів. Серед замов, що отримала художниця у Північній Італії, був і портрет Массіміліано Стампа ( маркіза Сончіно ), хлопчика з аристократичної родини Стампа, третього маркіза малого італійського міста Сончіно.
Про вік хлопчика дізнались із напису на звороті портрета, що той позував художниці у віці дев'яти років. Шістнадцяте століття в Італії пройшло під сильним політичним впливом Іспанської імперії, а частка італійських земель була колонізована саме іспанцями (Неаполітанське віце-королівство, землі Ломбардії). За потужним політичним впливом логічно прийшли іспанські моди. Аристократія Італії відправляла до королівського двору Іспанії власних дітей, аби ті отримали освіту і перейняли звички гордовитих іспанських грандів. Копіювали не тільки звички. Майстри-портретисти  Італії, що працювали в Іспанії, переходили на вироблений там тип парадного портрету - величного, аристократично холодного, з ознаками суспільного успіху, елегантності і демонстрацією багатства та недосяжності.
Софонісба Ангіссола слухняно перейшла на відтворення іспанського типу парадного портрету. Цим настановам вона слідувала і в портреті  Массіміліано Стампа, маркіза Сончіно. Сама реальність внесла у парадний портрет свої корективи. Хлопчик вперше потрапив у незвичну ситуацію і дивиться напружено і підозріло. Художниця надала фігурі хлопчика величної пози дорослого, він ніби то сперся на колону. Але і поза його фігури зберегла напруженість і штучність. Він в чорному одязі, з парадною зброєю, наче іспанський гранд. Відомо, що до 1557 року помер його батько. Можливо, що чорний колір одягу обумовлений трауром, а замова на парадний портрет хлопця — переходом спадку до Массіміліано.
В портреті Массіміліано Стампа присутні всі ознаки високого соціального щаблю, котре мав з народження хлопець. Це рукавички і зброя, як ознаки аристократичного походження (не дуже потрібні в Італії, тим паче малій дитині), мармурова колона і пес біля ніг. Досить типовим для аристократичних портретів доби маньєризму було і зелене тло портрету, відоме і у інших портретах аристократії, не тільки у італійців.

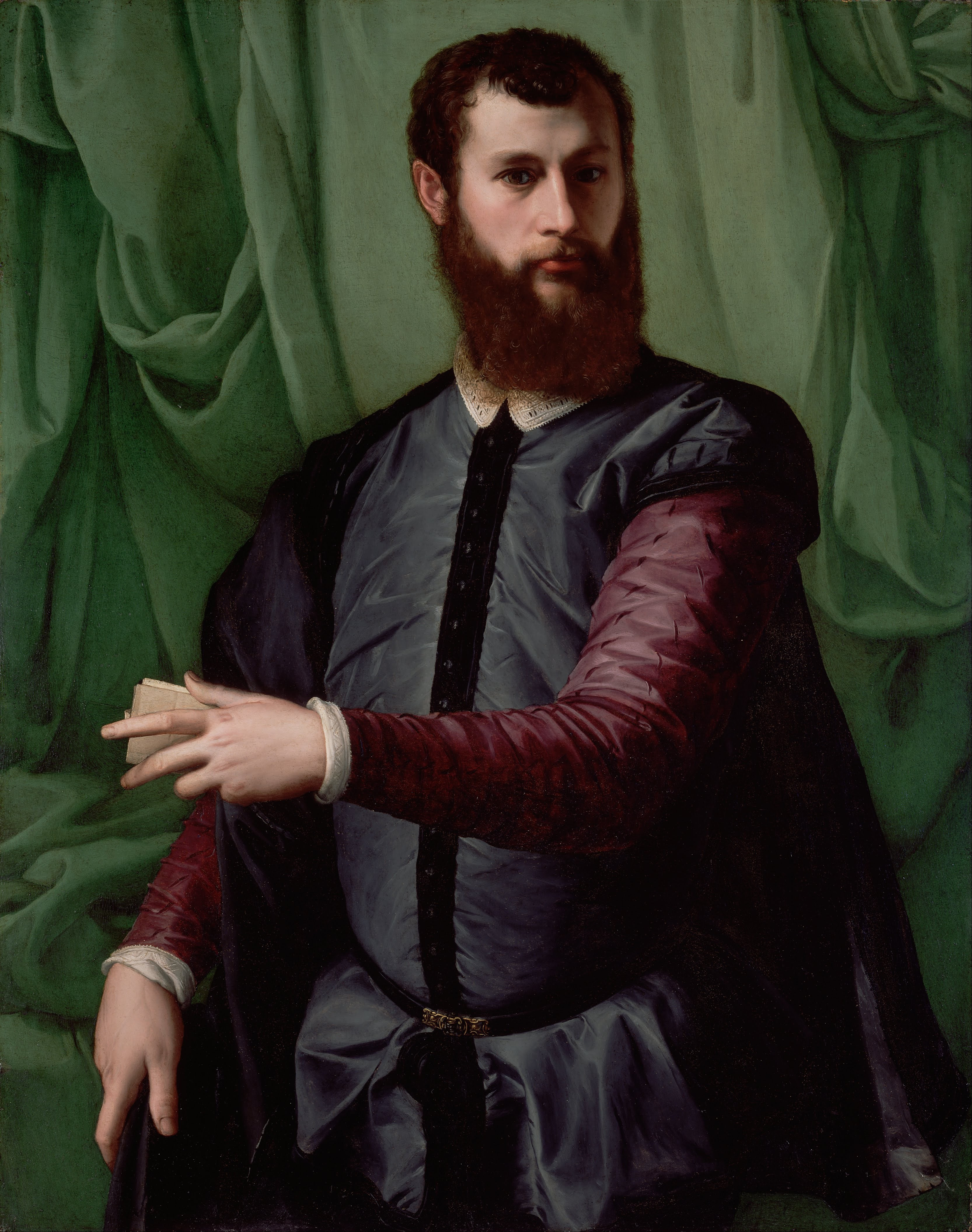
Франческо Сальвіаті. «Портрет невідомого», Музей Гетті, США
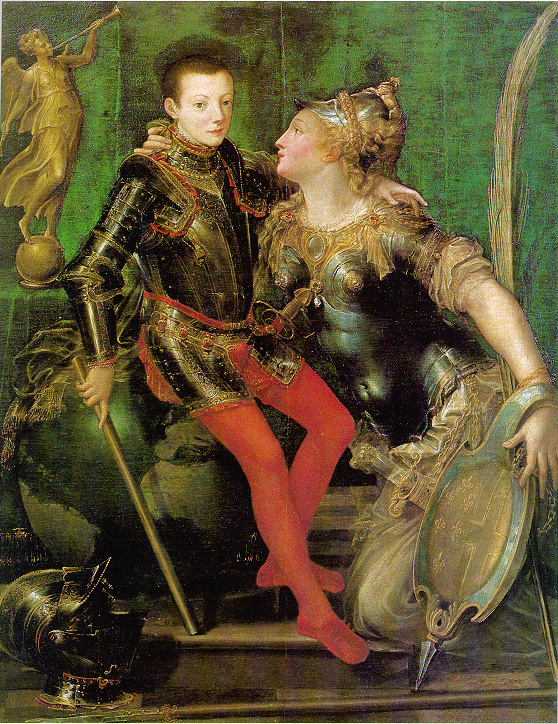
Худ Джироламо Маццола Бедолі. «Алегоричний портрет Олессандро Фарнезе, герцога Пармського». Національна галерея (Парма).
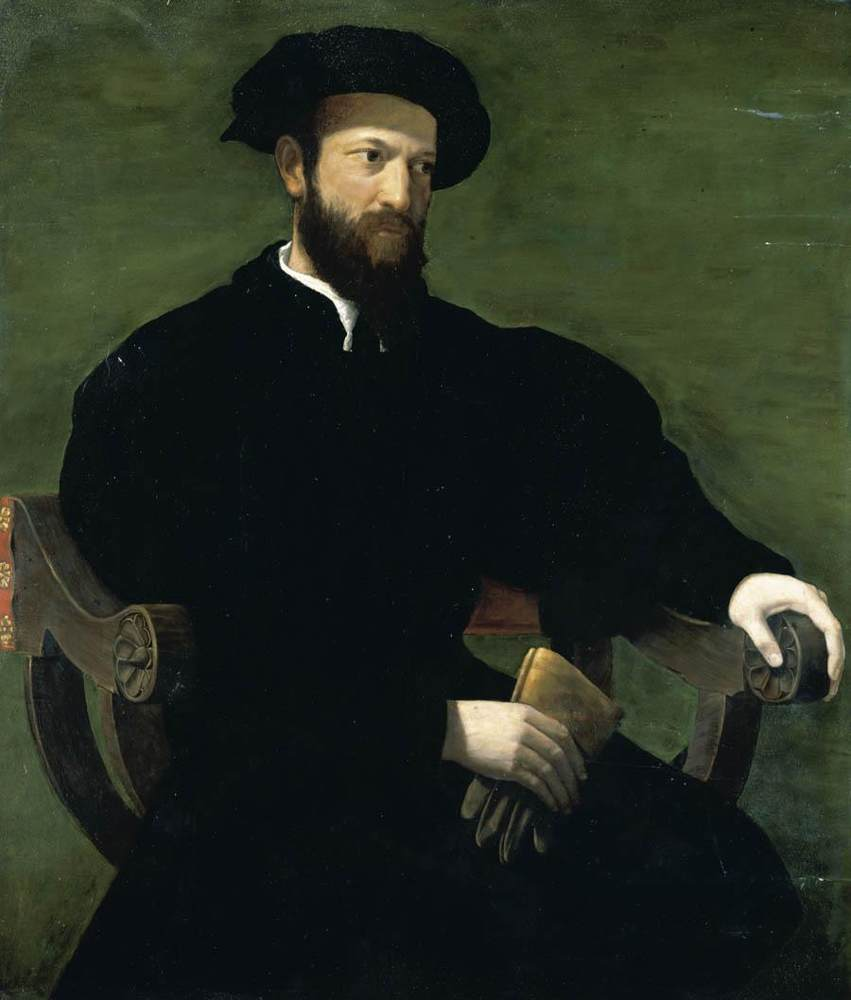
Франческо Сальвіаті. «Портрет невідомого в кріслі», 1546, приватна збірка